# Save Ukraine
Save Ukraine — українська благодійна організація, яка з 2014 року допомагає найбільш вразливим категоріям населення: дітям-сиротам, вихованцям дитячих будинків, дитячим будинкам сімейного типу, сім'ям з дітьми, дітям з інвалідністю, дітям, повернутим з тимчасово окупованих територій і росії, вагітним жінкам, сім'ям загиблих військових, людям похилого віку, внутрішньо переміщеним особам, дітям, які постраждали від сексуального насильства. «Save Ukraine» є найбільшою мережею з порятунку дітей з ТОТ і насильно вивезених до росії, до неї за допомогою звертаються урядові установи. З початку повномасштабного вторгнення у 2022 році до 22 січня 2025 року волонтери організації повернули 565 дітей — це 55% від 1032 дітей, яких загалом було повернуто з ТОТ та росії. «Save Ukraine» детально документує свідчення повернутих українських дітей про індокринацію, позбавлення ідентичності, приховування інформації про дітей, які є доказами для Міжнародного кримінального суду і для міжнародної спільноти для розуміння масштабів катастрофи.    
У 2014-2024 роках «Save Ukraine» евакуювала із зони бойових дій понад 160 тис людей.     
Керівником і співзасновником «Save Ukraine» є Микола Кулеба. «Save Ukraine» увійшла до списку 50 найбільших благодійних фондів України від Forbes Ukraine.  
З 2014 року організація також здійснює евакуацію з прифронтових територій, надає внутрішньо переміщеним особам житло, гуманітарну допомогу, створює послуги з реабілітації та реінтеграції біженців у громадах. У 2014-2016 роках «Save Ukraine» евакуювала 55 тис людей, після повномасштабного вторгнення у 2022 році із зон бойових дій було евакуйовано понад 108 тисяч людей. Агентство ООН з питань біженців включило «Save Ukraine» до переліку ключових партнерів кластеру житла та непродовольчих товарів.   
«Save Ukraine» співпрацює з Офісом Президента України, Уповноваженим Верховної Ради України, Радницею-уповноваженою Президента України з прав дитини та дитячої реабілітації, Офісом Генерального прокурора України та обласними прокуратурами, є членом ініціативи Президента України Bring Kids Back UA. На міжнародному рівні «Save Ukraine» співпрацює з глобальними і національними організаціями та органами влади країн з 5 континентів — Канади, Великобританії, США, Німеччини, Польщі, Японії, Південної Кореї, Нідерландів, Швейцарії, Австралії, Бразилії, Уганди, Європейським парламентом, Європейським Союзом, ООН, Всесвітнім економічним форумом, Міжнародним Комітетом Червоного Хреста, ПРООН, ЮНІСЕФ, ОБСЄ, Європейською Комісією, Агентством ООН у справах біженців, 41 країною Міжнародної коаліціії з повернення українських дітей, Міжнародним кримінальним судом. Керівник «Save Ukraine» Микола Кулеба виступав у Палаті громад Канади, в Конгресі США, на засіданнях Комітету із закордонних справ Парламенту Великобританії, Раді Безпеки ООН, брав участь у панельних дискусіях Всесвітнього економічного форуму, Clinton Global Initiative та Глобальному саміті миру.
Також «Save Ukraine» забезпечує житлом постраждалих від війни людей, надає їм психологічну допомогу, будує мережу сервісів, створюючи безпечне середовище для реабілітації та реінтеграції сімей у місцевих громадах, допомагаючи відбудовувати їх життя на новому місці.
«Save Ukraine» створює цілісний підхід з довгостроковим ефектом — модель, яка зберігає та зміцнює родину для дитини. Модель, яка впровадить культуру, де кожен в громаді відчуватиме свою приналежність; культуру ставлення до дитини, де її думку враховують, де дитина вчасно отримує доступ до послуг, які життєво необхідні для її здорового безпечного зростання та розвитку.

## Історія створення
Благодійна організація «Save Ukraine» виникла у 2014 році в процесі розвитку діяльності об'єднання волонтерів, які проводили евакуацію мирних мешканців з окупованих російськими найманцями районів Донбасу. 11 травня 2014 року було проведено першу евакуаційну операцію — вихованців дитячого будинку зі Слов'янська вивезли у Київську область. В подальшому «Save Ukraine» зосередилась на евакуації дитячих будинків, будинків сімейного типу, прийомних сімей, пізніше надавалась допомога всім, хто її потребував. За кілька тижнів роботи стала очевидною потреба у координації діяльності великої кількості волонтерських груп — частина центрів для біженців була заповнена вщент, а частина ще могла приймати людей. У червні 2014 року було ухвалено рішення про об'єднання зусиль волонтерів під егідою «Save Ukraine». Юридично благодійна організація була заснована у січні 2015 року.    

## Діяльність у 2014—2022 роках
«Save Ukraine» стала першою громадською організацією, яка створила постійно діючу систему підтримки евакуації з прифронтових територій вздовж лінії розмежування, із зон бойових дій, окупованих територій і розселення переселенців у центрах підтримки по всій території України. Агентство ООН з питань біженців включило «Save Ukraine» до переліку ключових партнерів кластеру житла та непродовольчих товарів. Станом на початок 2015 року «Save Ukraine» об'єднала волонтерів вздовж всієї лінії розмежування — від Станиці Луганської до Маріуполя. Евакуацію здійснювали понад 30 волонтерських команд, до кожної входили по 5-6 мешканців прифронтових населених пунктів. Вони надавали гуманітарну та психологічну допомогу жителям понад 120 населених пунктів вздовж лінії розмежування.    
До березня 2015 року волонтерами «Save Ukraine» було евакуйовано близько 50 тисяч людей, а до середини 2016 року — 55 тис людей. Питання евакуації втратило актуальність у 2016 році, коли було створено контрольно-пропускні пункти в'їзду-виїзду. Після спаду хвилі евакуації і до початку повномасштабного вторгнення у 2022 році «Save Ukraine» реалізувала гуманітарні проекти у понад 120 населених пунктах вздовж лінії розмежування.   
Окрім евакуації, «Save Ukraine» почала надавати допомогу людям, які залишились на окупованих територіях Луганської та Донецької областей. Було створено мережу центрів підтримки переселенців, зокрема понад 60 соціальних їдалень.

## Діяльність з 2022 року
З початку повномасштабного вторгнення «Save Ukraine» значно розширила мережу евакуації, збільшила кількість транзитних хабів, розширила програму тимчасового розміщення внутрішньо переміщених осіб, створила кілька соціальних послуг в місцевих громадах для людей, які потребують реабілітації та реінтеграції.   

#### Напрямок порятунку
З початку повномасштабного вторгнення «Save Ukraine» розширила географію діяльності і почала здійснювати евакуацію з населених пунктів Київської, Чернігівської, Херківської та Херсонської областей. Створена система порятунку жертв війни виявилась однією з найпотужніших в Україні.    
Заявки про потребу допомоги приймаються через «гарячу лінію» та чат-бот.  За 10 днів роботи з початку повномасштабного вторгнення було надано понад 19 тисяч консультацій, до червня 2022 року консультацію отримали 22,5 тис людей. У травні 2023 року було запущено чат-бот, через який також надавались консультації з питань евакуації, прихистку, отримання психологічної, юридичної, гуманітарної допомоги чи незаконної депортації до росії. «Гаряча лінія» та боти станом на початок 2025 року продовжують працювати, щодня надається допомога, в середньому, 300 людям з питань евакуації, повернення з ТОТ і території росії та надання психологічної підтримки.    
У вересні 2022 року «Save Ukraine» запустила чат-бот для допомоги людям, які постраждали від сексуальної експлуатації та насильства. Консультації надають фахівці «Служби порятунку дітей»/«Child Rescue» (заснував у 2005 році Микола Кулеба), яка є частиною «Save Ukraine».    
«Save Ukraine» здійснює повернення дітей, які знаходяться на тимчасово окупованих територіях та території росії. Евакуаційні операцій в зоні бойових дій проводять чотири рятувальні бригади, в розпорядженні яких є 60 одиниць техніки. В автопарку «Save Ukraine» три автомобіля «швидкої допомоги», які необхідні для евакуації людей у важкому стані. Через відсутність таких машин на початку повномасштабного вторгнення, з дитячого будинку для сиріт з інвалідністю не змогли евакуювати 11 дітей. З березня 2022 року для евакуації із зон активних бойових дій «Save Ukraine» використовує виключно броньовані автомобілі, тому що російські війська цілеспрямовано розстрілювали евакуаційний транспорт, зокрема, з танків. Двоє волонтерів на броньованих мікроавтобусах забирали людей, які потребували евакуації, і перевозили до найближчих безпечних місць, звідки біженці їхали до центрів надання допомоги на автобусах.     
В Києві «Save Ukraine» створила «евакуаційний пункт №1» на просп. Голосівїському, 57, через який проходили до 2 тис людей на день. Біженці, які потребували тимчасового притулку, поселялись у готелі «Голосіївський». Організовані групи переселенців, які готові були їхати до Польщі, «Save Ukraine» скеровувала на потяг «Київ — Хелм», який було запущено в середині березня 2022 року за підтримки Київської міської державної адміністрації. За один рейс з Києва могли евакуюватись до 800 людей. Станом на кінець 2024 року діяли 10 транзитних хабів по всій території України.    
Станом на березень 2022 року волонтери «Save Ukraine» евакуювали із зони бойових дій 41 тис дітей і дорослих, 27 тисячам з них було надано житло у безпечних місцях. Багато людей відмовлялись від евакуації, сподіваючись на швидке врегулювання ситуації. Частими були випадки, коли батьки дозволяли евакуювати своїх дітей, але самі залишались вдома. Серед евакуйованих на кінець березня 2022 року було 1200 дітей-сиріт з 22 дитячих будинків. Станом на кінець червня 2022 року було евакуйовано 44 тис дітей та дорослих, 43 тисяч людей отримали продукти та найнеобхідніші речі. До кінця вересня 2022 року було евакуйовано 62,5 тис людей, до кінця жовтня 2022 року — 67,5 тис людей, до січня 2023 — 83 тис. людей, до травн 2023 року — 95,2 тис людей, до червня 2023 — 96,3 тис людей, до листопада 2023 року — 108,8 тис людей.  
Після підриву дамби Каховського водосховища волонтери Save Ukraine долучились до евакуації мешканців з районів техногенної катастрофи.    

#### Напрямок відновлення
Внутрішньо переміщені особи можуть отримати притулок та харчування впродовж 3-6 місяців у Центрах надії та відновлення. Перший центр було відкрито у квітні 2023 року у Гатному в передмісті Києва. Фахівці центрів надають психологічну, медичну, гуманітарну, правову, соціальну допомогу та підтримку у навчанні дітей. Станом на кінець 2024 року три центри приймали внутрішньо переміщені сім'ї з дітьми, один центр призначений для дітей, евакуйованих з тимчасово окупованих території та території росії, один центр приймає дітей, які постраждали від сексуальної експлуатації та насильства, два центри —  людей похилого віку.    
Child Rescue | МБО «Служба порятунку дітей» надає комплексну допомогу дітям, які постраждали від сексуальної експлуатації та насильства. За 2023-2024 роки було виграно 5 судових справ, де кривдники отримали строки: від 5 до 15 років позбавлення волі та пожиттєвий вирок, а сума загальної компенсації стягнутої на користь постраждалих дітей становить 2 млн грн.     
З вересня 2022 року «Save Ukraine» реалізує проект «Back to school» і надає дітям внутрішньо переміщених осіб рюкзак з шкільним начинням, ліхтарем, планшетом — їх отримали 3 тис сиріт. Ініціатива «Допомога поруч» дала можливість 1 тис сиріт 5-12 років отримати навчальну підтримку у 12 денних центрах «Save Ukraine» по всій Україні.    
У травні 2024 року в Ірпіні «Save Ukraine» відкрила Центр реабілітації дітей з інвалідністю.    

#### Напрямок реінтеграції
У червні 2022 року «Save Ukraine» започаткувала проект «Fort Home», в рамках якого надається тимчасове житло родинам вимушених переселенців. До вереснперіоду проживання дорослі члени родини можуть знайти роботу та постійне житло.  2022 року у Волинській області було зведено 12 модульних будинків площею 20 кв м кожен. Станом на травень 2023 року житло отримали 105 родин, до лютого 2024 року — 106 родин. Станом на кінець 2024 року діяли 157 модульних будинків.     
У липні 2024 року у Ірпіні «Save Ukraine» відкрив перший денний центр підтримки родин з дітьми, які опинились у складних життєвих обставинах та внутрішньо переміщених людей. Наразі діють 15 таких центрів у Києві, Ірпіні Київської обл., Брусилові та Коростишеві Житомирської обл., Високому Харківської обл., Івано-Франківську, Кривому Розі, Львові, Харкові, Херсоні, Хмельницькому і Южном Одеської області. Кожен з центрів щодня надає підтримку 30-40 дітям, загалом щоденно центри відвідують близько 500 дітей.       
У вересні 2024 року «Save Ukraine» запустила безкоштовне соціальне таксі, на якому мешканці Ірпіня, Бучі та Гостомеля можуть дістатись Києва. Спецтранспортом можуть скористатись діти-інваліди та люди з інвалідністю з вадами опорно-рухового апарату.        

#### Збір доказів про злочини російської влади проти українських дітей
«Save Ukraine» детально задокументовує історію кожної повернутої дитини. Матеріали, які доводять військові злочини росії проти українських дітей, волонтери передають суддям, прокурорам та слідчим Міжнародного кримінального суду.     

## Повернення викрадених окупантами дітей
З початку повномасштабного вторгнення у лютому 2022 року росіяни викрали, за різними оцінками, від 19 546 до 307 000 дітей без будь—яких ознак того, коли вони зможуть повернутися до своїх рідних міст. Держава запустила гуманітарну програму Bring Kids Back UA, до процесу повернення долучилось кілька громадських організацій. Станом на початок серпня 2024 року вдалось повернути понад 750 дітей, з яких 446 евакуювала благодійна організація «Save Ukraine». Кількість дітей, які опинились під впливом Російської Федерації оцінюється приблизно в 1,5 млн. 
Команди «Save Ukraine» з повернення українських дітей, незаконно вивезених до росії, мають найбільший досвід. Часто українські органи влади та правоохоронні органи радять українцям звертатись за допомогою до «Save Ukraine». З середини 2023 року російська влада суттєво обмежила доступ до інформацію про переміщення українських дітей, що значно ускладнює їх порятунок. Багато дітей стали жертвами пропаганди і вони сприймають Україну як ворога, тому їх повернення майже неможливе. 
8 листопада 2022 року «Save Ukraine» провела першу рятувальну місію — в Україну було повернуто 8 українських дітей, яких росіяни вивезли з Харківської області.   
21 грудня 2022 року «Save Ukraine» повернула в Україну 20 дітей, яких росіяни вивезли з Харківської області у Геленжик. 
4 лютого 2023 «Save Ukraine» повернула в Україну 16 дітей 7—16 років з Херсонщини, яких окупанти депортували до Росії та окупованого Криму нібито у табори "на відпочинок".
24 березня 2023 року «Save Ukraine» на Херсонщину повернула семеро дітей, яких окупанти незаконно вивезли у Крим минулого року.
8 квітня 2023 року «Save Ukraine» повернула в Україну 31 дитину, вивезену до Росії.
10 квітня 2023 року 24 дитини з Херсонщини повернули додому волонтери «Save Ukraine».
25 травня 2023 року в Україну повернули 12 дітей.
16 червня 2023 року в Україну повернули 22 дитини. 
4 серпня 2023 року в Україну було повернуто 31 дитину.
26 серпня 2023 «Save Ukraine» повернула до України 11 дітей з території Росії та тимчасово окупованих регіонів.
1 вересня 2023 «Save Ukraine» повернула на Херсонщину 11 дітей, яких незаконно вивезли російські військові.
12 вересня 2023 року «Save Ukraine» евакуювала з ТОТ 13 дітей.
5 жовтня 2023 року «Save Ukraine» вивезла з ТОТ 19 дітей.  
9 жовтня 2023 року «Save Ukraine» повернула 9 дітей, які перебували в тимчасовій окупації на Херсонщині.  
9 листопада 2023 року «Save Ukraine» повернула 3 викрадених окупантами дітей.  
17 листопада 2023 року «Save Ukraine» повернула з окупованих територій ще п'ятьох українських дітей.  
6 грудня 2023 року «Save Ukraine» повернула ще чотирьох дітей.   
24 грудня 2023 року «Save Ukraine» повідомила про повернення ще 3 дітей з окупованих територій.  
9 січня 2024 року «Save Ukraine» допомогла повернути з тимчасово окупованої частини Донеччини доньку військової ЗСУ.  
24 січня 2024 року команда «Save Ukraine» врятувала з тимчасово окупованих територій та Росії ще чотирьох українських дітей.  
25 січня 2024 року волонтери «Save Ukraine» вивезли з Криму до України хворого на цукровий діабет херсонського хлопця.  
5 лютого 2024 року ще двох дітей «Save Ukraine» вдалося повернути з ТОТ Херсонщини в Україну.  
6 лютого 2024 року до України повернули 3 родини з дітьми з окупованих територій.
17 лютого 2024 року команда «Save Ukraine» повернула в Україну ще 4 дітей. 
29 лютого 2024 року команда «Save Ukraine» змогла повернути ще п’ятьох дітей з окупації.
8 березня 2024 року команда «Save Ukraine» повернула на підконтрольну Україні територію ще десятьох дітей.
20 березня 2024 року «Save Ukraine» на підконтрольну Україні територію повернула ще двох дітей. 
13 березня 2024 року «Save Ukraine» повернула на підконтрольну Україні територію ще трьох дітей. 
21 березня 2024 року з ТОТ Херсонської області команда «Save Ukraine» змогла вивезти родину з 12—річною дитиною.
22 березня 2024 року «Save Ukraine» в Україну повернула 17 дітей, яких Росія депортувала з Херсонщини та Харківщини.
28 березня 2024 року «Save Ukraine» вдалося врятували з тимчасово окупованих територій трьох дітей із родинами. 
29 березня 2024 року ще трьох дітей з Херсонщини вдалося повернути на підконтрольну Україні територію.   
2 квітня 2024 року з окупованих територій Запорізької та Херсонської областей «Save Ukraine» повернула чотирьох дітей віком до 16 років.  
2 квітня 2024 року з т. о. Херсонщини «Save Ukraine» вдалося евакуювати 17—річного хлопця із родиною.
9 квітня 2024 року «Save Ukraine» вдалося повернути з тимчасово окупованих територій ще двох дітей.  
17 квітня 2024 року команда «Save Ukraine» повернула з російської окупації ще шістьох українських дітей з їхніми сімʼями.  
1 травня 2024 року на підконтрольну Україні територію «Save Ukraine» повернула трьох дітей.  
8 травня 2024 року «Save Ukraine» повернула ще одинадцятьох дітей з Херсонської області, які перебували у тимчасовій окупації.  
14 травня 2024 року «Save Ukraine» в Україну з окупованих територій повернули 9 дітей з родинами.  
16 травня 2024 року команда «Save Ukraine» повернула з російської окупації родину із чотирма дітьми.   
24 травня 2024 року «Save Ukraine» повернула в Україну ще 10 дітей з російської окупації.  
3 червня 2024 року «Save Ukraine» повернула з окупації шістьох дітей.   
6 червня 2024 року «Save Ukraine» повернула з окупованих територій ще трьох дітей.  
9 червня 2024 року «Save Ukraine» повернула одну дитину з Росії.  
21 червня 2024 року стало відомо, що «Save Ukraine» повернула з ТОТ в Україну 7 дітей. 
1 липня 2024 року «Save Ukraine» повернула до України 9 дітей з тимчасово окупованих громад Херсонщини. 
10 липня 2024 року з окупації «Save Ukraine» повернула ще 8 українських дітей. 
19 липня 2024 року «Save Ukraine» повернула чотири родини з окупації. 
25 липня 2024 року «Save Ukraine» повернула з ТОТ 4 дітей.
2 серпня 2024 року з тимчасово окупованого Енергодара «Save Ukraine» вдалося повернути 18—річного хлопця.
4 серпня 2024 року стало відомо, що команда «Save Ukraine» спільно з Bring Kids Back UA за тиждень вивезла з тимчасово окупованих територій Херсонської, Запорізької та Луганської областей 23 дитини.
13 серпня 2024 року волонтери «Save Ukraine» повернули в Україну ще 6 дітей.
15 серпня 2024 року «Save Ukraine» повернула родини з трьома дітьми. 
16 серпня 2024 року в Україну було повернуто 8 дітей.
20 серпня 2024 року в Україну повернули шістьох дітей.
23 серпня 2024 року волонтери «Save Ukraine» повернули 12 дітей.
27 серпня 2024 року в Україну повернули 11 дітей.
6 вересня 2024 року повернули 4 дитини.
10 вересня 2024 року в Україну повернули 6 дітей. 
17 вересня 2024 року повернуто ще 10 дітей. 
24 вересня 2024 року в Україну повернули двох підлітків. 
2 жовтня 2024 року з Криму та Херсонської області в Україну повернуто 7 дітей. 
28 жовтня 2024 року в Україну повернули 5 дітей. 

## Нагороди
- Manhae Peace Prize[176] (2023),
- OXI Courage Award (2024),
- Last Girl Award[177] (2023),
- Magnitsky Human Rights Award отримав засновник та керівник «Save Ukraine», номінація «Видатний правозахисник» (2023)[178],
- International Four Freedoms Award[179] (2024),
- Відзнаку Президента України «Золоте серце» отримали волонтерки «Save Ukraine» Мирославі Харченко та Дарина Бодачевська (2024)[180] .